# Astronomie au sol

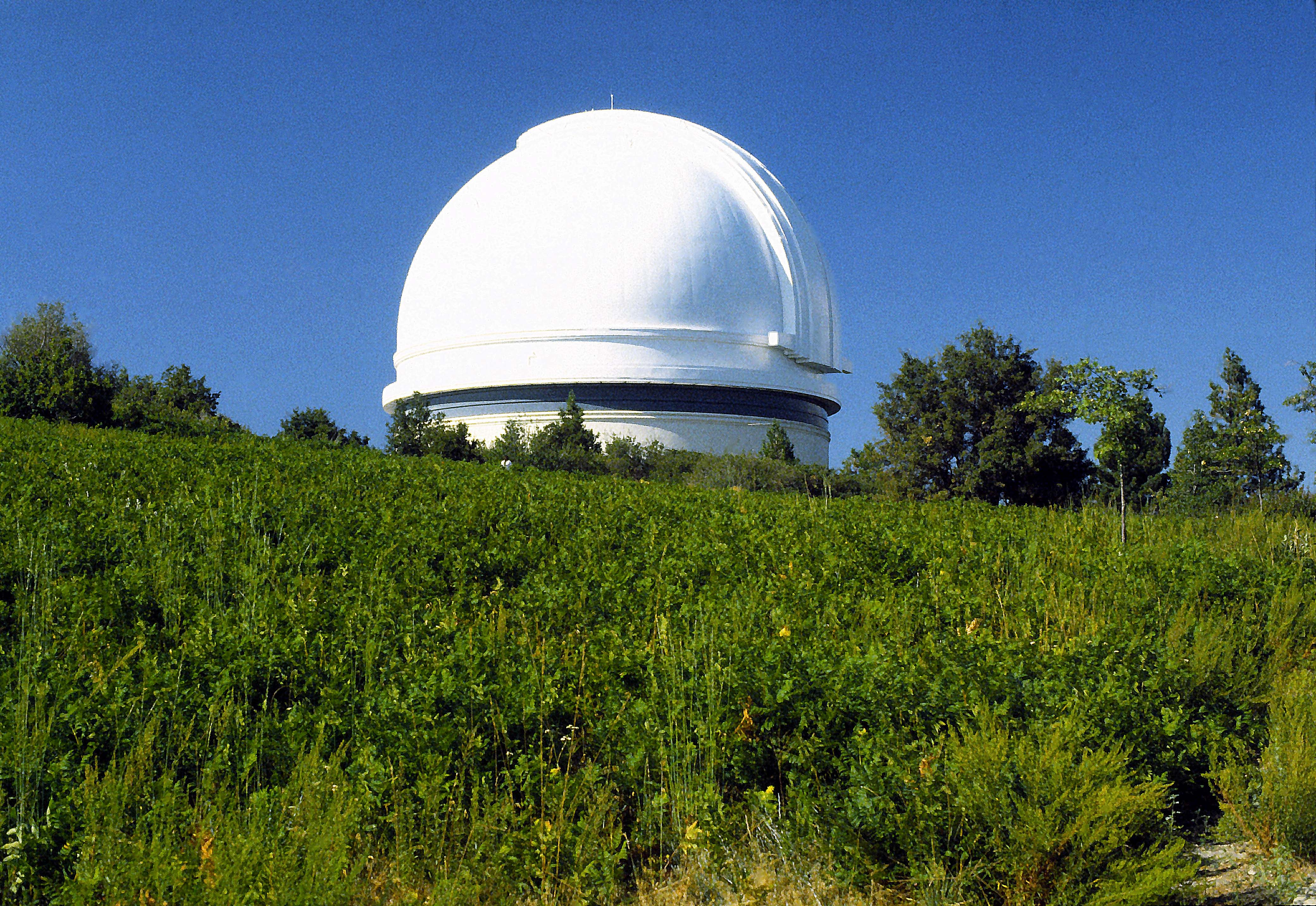
Observatoire du Mont Palomar

En astronomie, on désigne généralement par observatoire au sol les observatoires dont les télescopes et leurs instruments associés sont destinés à l'étude des astres dans les longueurs d'onde de la lumière visible et de l'infrarouge (et parfois le proche-ultraviolet, pas encore absorbé par l'atmosphère terrestre). Ces instruments sont complémentaires des instruments envoyés dans l'espace,.
En effet, il existe dans le monde une grande variété d'observatoires astronomiques. Selon le domaine spectral (ou selon le type de particules que l'observatoire cherche à détecter), on ne trouvera pas du tout les mêmes collecteurs de lumière/particules, les mêmes instruments, ni les mêmes techniques d'observations.

## Différents instruments
Construire au sol permet de réaliser des instruments plus grands que ceux envoyés dans l'espace. Ainsi les télescope au sol sont souvent plus performants et sophistiqués que ceux situé dans l'espace. Pour accroitre leurs performance, les télescopes sont de plus en plus grands. Pour le moment les miroirs des plus grands télescopes font entre 4 et 10 mètres de diamètre. Des télescopes géants de plus de 20 mètres de diamètre sont actuellement en construction. Il ne faut pas penser que les grands instruments sont construits au détriment des plus petits. En effet, le temps de télescope étant précieux pour les grands instruments, on réalise souvent les observations préparatoires ou de suivi avec des télescopes plus modestes mais plus disponibles.